# Gysertimen
Gysertimen (org. titel: Fright Night) er en amerikansk film fra 1985 instrueret af Tom Holland.

## Medvirkende
- Chris Sarandon som Jerry Dandrige
- William Ragsdale som Charley Brewster
- Amanda Bearse som Amy Peterson
- Roddy McDowall som Peter Vincent
- Stephen Geoffreys som 'Evil' Ed Thompson
- Jonathan Stark som Billy Cole
- Dorothy Fielding som Judy Brewster
- Art Evans som Kriminalbetjent Lennox
- Stewart Stern som Kok